# Manduca armatipes
Manduca armatipes là một loài bướm đêm thuộc họ Sphingidae. M. armatipes thường gặp ở Argentina.